# Ломець (Болгарія)
Ломе́ць (болг. Ломец) — село в Ловецькій області Болгарії. Входить до складу общини Троян.

## Населення
За даними перепису населення 2011 року у селі проживали 269 осіб.
Національний склад населення села:
| Національність   | Кількість осіб | Відсоток |
| ---------------- | -------------- | -------- |
| болгари          | 199            | 76,2%    |
| турки            | 59             | 22,6%    |
| Всього відповіли | 261            |          |

Розподіл населення за віком у 2011 році:
Динаміка населення: